# Art Heyman
Arthur Bruce "Art" Heyman (ur. 24 czerwca 1941 w Nowym Jorku, zm. 27 sierpnia 2012 w Clermont) – amerykański koszykarz żydowskiego pochodzenia, mistrz ABA oraz EPBL.

## Osiągnięcia
NCAA
- Uczestnik NCAA Final Four (1963)[3]
- Most Outstanding Player (MOP=MVP) turnieju NCAA (1963)[4]
- Koszykarz Roku: 
  - NCAA według:
    - Sporting News (1963)[5]
    - United States Basketball Writers Of America (USBWA – 1963)[6]
    - Helms Foundation (1963)[7]
    - Associated Press (AP – 1963)[8]
    - United Press International (UPI – 1963)[9]

  - Konferencji Atlantic Coast (ACC – 1963)[10]
- Sportowiec Roku Konferencji ACC (1963)
- MVP turnieju ACC (1963)[11]
- Wybrany do:
  - I składu:
    - All-American (1963)[12]
    - ACC (1961–1963)[3]
    - turnieju:
      - NCAA (1963)[13]
      - ACC (1961–1962)[3]

  - II składu All-American (1961 przez Converse, Helms, UPI, 1962)[3][12]
  - III składu All-American (przez AP  – 1961)[3]
  - Galerii Sław Sportu Helms[3]
  - Żydowskiej Galerii Sław Sportu[3]

ABA
- Mistrz ABA (1968)[2]

EPBL
- Mistrz EPBL (1966)[1]

NBA
- Wybrany do I składu debiutantów NBA (1964)[14]